# Glenea florensis
Glenea florensis é uma espécie de escaravelho da família Cerambycidae.  Foi descrito por Ritsema em 1892.  É conhecida a sua existência na Indonésia.